# The Wickham Mystery
The Wickham Mystery é um filme de mistério produzido no Reino Unido e lançado em 1931.